# Instituten
De Instituten of Elementen (Institutiones in het Latijn) van de Romeinse rechtsgeleerde Gaius (Gaii Institutiones) zijn de vier oudste romeinsrechtelijke leerboeken die nu nog bekend zijn, uit circa 160 na Christus. 
Ze behandelen op systematische wijze de toen geldende Romeinse rechtsregels en rechtspraak van het civiel recht, waaronder de juridische verbintenis. 
Het werk van Gaius in 1816 in Verona herontdekt door B.G. Niebuhr. 
De huidige tekst is goeddeels terug te voeren op een zogenaamde palimpsest: een 
stuk perkament waarvan een oudere tekst was weggeschraapt om het, dure, perkament opnieuw te kunnen gebruiken. 
De palimpsest waarop nu bekende tekst is gebaseerd is de zogenaamde Codex Veronensis. Deze op perkament geschreven tekst dateert vermoedelijk uit ongeveer 500. In de zevende of achtste eeuw werd die tekst weggeschraapt en werd er een andere tekst overheen geschreven. Aan het begin van de negentiende eeuw is door het gebruik van chemicaliën de originele tekst leesbaar gemaakt. Later in de negentiende eeuw en aan het begin van de twintigste eeuw is de tekst aangevuld met fragmenten die op papyrus zijn gevonden in Egypte.
In opdracht van de Byzantijnse keizer Justinianus I zijn Gaius' Instituten in de zesde eeuw bijgewerkt en als Institutiones Iustiniani deel gaan uitmaken van het Corpus Iuris Civilis. Als zodanig hebben de werken later in veel westerse landen bijgedragen aan de totstandkoming van wetgeving en rechtsuitleg.  
De Instituten zijn eigenlijk een samenvatting van het recht voor de studenten die Gaius onderwees. Om hun aandacht vast te houden, maakte Gaius een schema waarin hij de verschillende onderdelen van het recht ordelijk plaatste.
De wetten en regels werden in vier categorieën opgedeeld:
personen
Hierbij werd voor de personen vervolgens het onderscheid gemaakt of ze vrij of slaaf waren, of ze pater familias waren of nog onder ouderlijk toezicht stonden (geëmancipeerd).
zaken
Hier wordt behandeld alles wat men thans goederen noemt, en die object van zakelijke rechten kunnen zijn.De diverse soorten rechten die bestaan en de wijze waarop deze kunnen ontstaan, teniet gaan en kunnen worden overgedragen wordt door Gaius behandeld.
verbintenissen
Een belangrijke vernieuwing was dat Gaius ook verbintenissen in groepen indeelde en hierbij een tweedeling maakt in het ontstaan van een verbintenis.
- contractus (contract)
- delictum (of maleficium) (onrechtmatige daad)

Een verbintenis is dus ofwel vrijwillig overeengekomen (ex contractu) of vloeit voor uit een onrechtmatige daad (ex delicto) zodat schadevergoeding verplicht is.
Ook nu nog zijn dit in het huidig recht verbintenisscheppende oorzaken die in het Burgerlijk Wetboek geregeld zijn.
Gaius behandelt ook het erfrecht in zijn derde commentaar dat over verbintenissen gaat.
procesrecht (acties)
Hiermee werden niet zozeer actiones, acties in de zin van gerechtelijke stappen bedoeld, maar bijvoorbeeld een actie waarbij eigendom over een ding wordt geclaimd.
Deze vierdeling, personen, zaken, verbintenissen, en acties is in Nederland tot ver in de twintigste eeuw herkenbaar gebleven in het Burgerlijk Wetboek, in zuivere vorm tot de invoering van boek 2 in 1976. Pas bij de invoering van het huidige BW in 1992 is deze indeling niet meer in duidelijk herkenbare vorm aanwezig. 

## Edities en vertalingen
- Instituten, J.E. Spruit en K.E.M. Bongenaar (vert.) (Zutphen-'s-Gravenhage 1993; Corpus Iuris Civilis, Tekst en Vertaling, I) - Latijnse tekst en vertaling met inleiding
- Eerder verscheen een tweetalige uitgave met de vertaling van Mr Ir A.C. Oltmans, advocaat te Amsterdam. Eerste druk 1954 derde en laatste druk H.D. Tjeek Willink en Zoon N.V. te Haarlem 1967. Deze uitgave bevat een uitvoerige inleiding over de persoon en het werk van Gaius.
- I.F.L. Göschen (red.), Gai Institutiones. Codicis Veronensis Apographum, 1866
- Edward Poste (red.), Institutes of Roman Law by Gaius, 1904